# Narco-Saints
Narco-Saints (koreanischer Originaltitel: 수리남 Su-ri-nam) ist eine südkoreanische Serie, basierend auf wahren Begebenheiten, die von Moonlight Film und Perfect Storm Film für Netflix umgesetzt wurde. Die Serie wurde am 9. September 2022 weltweit auf Netflix veröffentlicht.

## Handlung
Kang In-gu reist nach Suriname in Südamerika, um sein Geschäft auszubauen. Dabei schließt er sich notgedrungen einer verdeckten Operation des südkoreanischen Geheimdienstes NIS an, die zum Ziel hat, den gefürchteten Drogenbaron Jeon Yo-hwan zu fassen, der von Suriname aus seine illegalen Geschäfte ohne jeden Skrupel betreibt und die Region unter seiner Kontrolle hat.

## Wahre Begebenheiten
Die Handlung basiert lose auf den Geschehnissen die zur Verhaftung von Cho Bong-haeng im Juli 2009 in Brasilien führten, sowie der darin verstrickten Privatperson, welcher der Öffentlichkeit nur aufgrund eines Interviews von 2011 unter seiner Initiale K bekannt ist. Die Operation dauerte 3 Jahre, bis Cho schließlich unter einem Vorwand Surinam verließ und in Brasilien festgenommen wurde. Ks Motiv für die Veröffentlichung, „Von dieser Reise ist nichts übrig als meine Geschichte“, wurde in das Finale von Staffel 1 eingebaut.

## Besetzung und Synchronisation
Die deutschsprachige Synchronisation entstand nach den Dialogbüchern von Daniela Hoffmann und Maximilian Hoffmann sowie unter der Dialogregie von Daniela Hoffmann und Dirk Hartung durch die Synchronfirma VSI Synchron in Berlin.
| Rolle               | Schauspieler   | Synchronsprecher  |
| ------------------- | -------------- | ----------------- |
| Kang In-gu          | Ha Jung-woo    | Peter Lontzek     |
| Pastor Jeon Yo-hwan | Hwang Jung-min | Viktor Neumann    |
| Choi Chang-ho       | Park Hae-soo   | Florian Clyde     |
| David Park          | Yoo Yeon-seok  | Konrad Bösherz    |
| Byun Ki-tae         | Jo Woo-jin     | Rainer Fritzsche  |
| Park Hye-jin        | Choo Ja-hyun   | Marieke Oeffinger |
| Lee Sang-jun        | Kim Min-gwi    | Alex Friedland    |
| Dong-woo            | Ko Gun-han     | Jonas Lauenstein  |

## Episodenliste
| Nr.                                                                           | Deutscher Titel | Originaltitel |
| ----------------------------------------------------------------------------- | --------------- | ------------- |
| 1                                                                             | Folge 1         | 1화           |
| 2                                                                             | Folge 2         | 2화           |
| 3                                                                             | Folge 3         | 3화           |
| 4                                                                             | Folge 4         | 4화           |
| 5                                                                             | Folge 5         | 5화           |
| 6                                                                             | Folge 6         | 6화           |
| Am 9. September 2022 wurden alle Folgen der Serie bei Netflix veröffentlicht. |                 |               |